# 岡上菊栄
岡上 菊栄（おかのうえ きくえ、1867年10月2日〈慶応3年9月5日〉 - 1947年〈昭和22年〉12月14日）は、日本の社会福祉活動家。高知県高知市の児童養護施設である高知博愛園（こうちはくあいえん）の初代園母（園長）。40年以上にわたって恵まれない子供たちの保護と育成に尽くし、明治時代から昭和時代にかけて、社会事業に一生を捧げた。
土佐郡上街本町（後の高知県高知市上町）出身。父は土佐山内氏の御典医である岡上樹庵。母は樹庵の妻の坂本乙女とする説と、樹庵の側女である公文婦喜（くもん ふき）とする説があり、前者であれば菊栄は乙女の弟である坂本龍馬の姪にあたることになる。

## 経歴

### 少女時代
1867年（慶応3年）、土佐郡上街本町の岡上家に誕生した。同年に父の樹庵と坂本乙女が離縁したが、乙女は1871年（明治4年）頃まで岡上家の出入りを許されており、菊栄は乙女の乳で育った。岡上家と坂本家はすぐ隣同士ということもあり、菊栄も幼少時より、乙女の家に出入りしていた。
1871年に、菊栄の兄が14歳で早世した。次いで同年に、父の樹庵も死去した。岡上家には他に男子がおらず、長女である菊栄が岡上家の跡取りとなったことで、寺子屋入りした7歳の頃より、乙女の厳しい教育を受けた。その教育の内容は、学業に加え、武術、馬術、水泳などであり、ときには真夜中に乙女が黒覆面で寝床の菊栄を脅かし、士族の娘としての菊栄の度胸を試すといった、精神面での教育もあった。この教育は、乙女がかつて弟の龍馬に施したものであり、「男のすることで女にできないものは何もない」「今に男女ともに同じ仕事をする時代が来る」が乙女の持論であった。
しかし岡上家には、菊栄の祖母の霜、乙女、婦喜、菊栄、婦喜の実子である政江の、女ばかり5人だけが残された状態であった。これは当時にしてみれば、一家離散も同然の状態であった。土佐藩主の山内容堂は、樹庵の主君であると同時に樹庵と親交があり、その山内が樹庵らに次いで1872年（明治5年）に死去したことも、岡上家への打撃となっていた。
親族会議の結果、1875年（明治9年）、岡上家は屋敷と上田を売って金に換え、菊栄は霜と婦喜と共に、樹庵の兄、菊栄の伯父の家（樹庵の実家）の食客の身となった。菊江が伯父の家のある香我美町山北村（後の香南市）に発つ際に、乙女との別れの悲しんで泣き叫ぶと、乙女は自分と政江の似顔絵を和紙に描き、寂しいときにはこれを見るようにと渡した。菊江は毎日のようにこの絵を見て、涙を堪えていた。

### 苦難の日々
菊栄たち一同は、伯父の家で労働力として利用された。菊栄は9歳の頃から、毎朝4時に起床、米つき、薪割り、農業。その後に登校し、学校を終えて帰宅後も、縄ない、俵編み、草鞋作りと、わずかの休みも許されない生活を送り続けた。仕事の後は伯父の肩もみ、就寝前には竹刀で数百回の素振りの日課を強いられていた。
食事は、朝はわずかの米粒が混ざった芋粥、昼は芋や大根の葉の混ざった麦飯、晩は醤油粕の雑炊という、粗食の毎日だった。副食は梅干しと沢庵のみで、野菜が付けばご馳走の部類で、魚類を口にできるのは正月と祭事のみだった。もっとも当地の食料事情では、戦後でも豆腐を買った程度で羨ましがられたといい、醤油粕を口にできた菊栄はまだ良い方との声もある。それでも、岡上家の食事ではお頭付きの魚が当然だった菊栄にとっては、辛い毎日であることには変わりなかった。当時の生活を「NHKドラマ『おしん』そこのけの辛酸」とする声もある。
そうした生活の辛さから、菊栄は後に自著で、頻繁に乙女のもとを訪れたと著している。岡上家と伯父の家では往復50キロメートルの距離があり、履物といえば竹の皮や藁の時代に、頻繁にその距離を往来したことから、菊栄の思いの一念が偲ばれる。1879年（明治12年）の乙女の死去に際しては、菊栄は乙女危篤の報せを耳にし、彼女のもとへ向かったものの、コレラ流行による交通遮断のため、乙女を看取ることは叶わずに終わった。乙女との死別により、菊栄は孤児としての悲しみを知ることなった。

### 勉学の道へ
1882年（明治15年）に、祖母の霜が死去した。菊栄はそれを機に、町に出て勉学に励みたいと決意し、伯父に申し出た。菊栄らを労働力と見なす伯父は当初は許さなかったものの、菊栄の固い決意の前に折れた。
菊栄は婦喜と共に伯父の家を出、高知の南新町（後の高知市桜井町）に家を借り、新たな生活を始めた。伯母の好意で家賃と米代を凌ぐことはできたが、それ以外の収入は皆無だった。菊栄たちは「裁縫、賃仕事承り桝」の看板を掲げ、紐作りの内職や縫い針仕事の手間賃で、爪に火を灯すような生活を送った。
1888年（明治21年）、アメリカ人宣教師のアンニー・ダウドが高知英和女学校（1895年〈明治28年〉廃校）を開校して生徒の募集を始め、菊栄はここへ進学を決めた。かつて婦喜から、父の樹庵が隠れキリシタンだと聞いていたことから、その教えを極めたいとの思いもあった。菊栄は父の影響に加え、この学校の教育により、慈愛精神を深めていったと見られている。
しかし伯父はこれを幸いに、菊栄が異教徒になったとの理由で、仕送りを停止した。不運は続き、婦喜が病床の身となってしまった。憧れて入学できた高知英和女学校は1889年（明治22年）、わずか7か月で退学せざるを得なかった。なお退学の直接的な理由は婦喜の病気だが、他に授業の多くが英語でレベルが高かったこと、名家の女子たちが多かったことなども理由に挙げられている。

### 教員志願
菊栄は生活費と婦喜の治療費のため、友人が芸妓として人気を呼んでいたこともあって、かつて乙女に習った三味線と琴の腕をいかして芸妓になろうと考え、あちこちの楼閣を訪ねた。しかし実際の芸妓の生活の辛さを知って思い留まり、教員への道を目指した。これには以下の諸説がある。
- 菊栄の友人が、菊栄が芸妓になると聞いて、思い留まるよう進言した[37]。
- 求職先の1件の女将は、幼い頃に樹庵に命を救われた恩義から菊栄を諭し、教員の道へ進めた[17]。

教員を志した菊栄は、自ら遊芸道具を売り払って、婦喜の薬と参考書を買い求め、婦喜の看病の傍ら、髪もとかずに勉強に明け暮れた。折しも当時は、小学校教員は恒常的に不足していたため、授業生（補欠教員）であれば学歴が無くとも学力検定試験で資格取得が可能であり、新聞紙上でも「教員募集」の広告が頻繁に掲載される時代であった。
1889年（明治22年）、第6回小学教員学力検定試験の日、菊栄は受験料も確認せずに受付先の高知県庁へ向かった。受験料は50銭であり、菊栄はその半額の25銭しか持っていなかった。さらに合格時には、それに加えて1円が必要だった。菊栄は当時の学務課長に面会を求め、窮状を訴えて「合格したら倍にして返す」と、受験料を値切ることを訴えた。県庁創設以来の珍事ではあったが、学務課長は菊栄のあまりの熱意に、それを受け入れた。
菊栄は、受験料50銭の倍の1円に加えて合格時の1円、計2円を工面するため、芸妓として求職していた先の女将に、着物の仕立ての仕事を求めた。同1889年、菊栄は検定に合格した。菊栄は約束通り、2円を持参して学務課長のもとを訪れた。学務課長は快く2円を受け取りつつも、自分からの慶びと言って、固辞する菊栄の手にその2円を握らせた。菊栄はこの恩義を、後々まで忘れることはなかった。

### 教員生活
1890年（明治23年）4月、菊栄は五台山尋常小学校に赴任した。当時の菊栄は「授業生」であり、後にいうところの補欠教員にあたる。そのために月給は少なく、生活は依然として楽ではなかった。
その後、菊栄は約20年にわたって、高知県内の9つの小学校を歴任した。その間の私生活では、1886年（明治29年）3月末に、高知県香美郡美良布村（後の香美市）の猪野々尋常小学校の校長を務めていた安岡栄吾と結婚し、同年から1908年（明治41年）までに2男3女の子宝に恵まれた。栄吾は婿養子のため、菊栄は改姓していない。

#### 教員時代の子供たちへの支援
1900年（明治41年）、安芸郡の安芸第二尋常小学校に転任した。ここでは、不登校の子供が非常に多かった。菊栄は事情を知るため、自ら家庭訪問に出向いた。貧乏な家が多いと分かると、夕食時の訪問には家の負担にならぬよう、自ら弁当を持参し、自分の食事をその家庭にわけた。次第に、それらの家でも子供たちに人並みの勉強をさせたいにも拘らず、実際には子供たちが労働や下の子供たちの世話を強いられていることが判明した。菊栄は自身の幼少時の辛い生活や、学問を始めたときの喜びを想い、彼らに学問の大切さを説いた。
菊栄の努力は実り、親や子供たちは次第に心を開き、登校する子供たちは増え始めた。生活苦に喘ぐ家庭の子供たちのため、菊栄は自宅の着物をすべて仕立て直して配布し、自宅から食材を持ちこんで、学校で調理して食事を与えた。教科書を買えない子供のためには、自らノートを買い込み、教科書を筆写して与えた。乳児を背負って投稿する子供もいたため、自宅から布団を持ち込んで教室で乳児を寝かせた。
教育現場の指導・監督役である視学が参観しに来ていたある夏の日、いつものように、子供の1人が乳児を背負って登校していた。その乳児は、いつもは静かに教室の隅で寝ていたが、このときは激しく泣き喚いた。菊栄は意を決して乳児を抱き、胸をはだけて乳を吸わせた。視学は菊栄の授乳姿を見て、「おんしゃあ、名前は誰言わぁ!」と激怒したが、菊栄は彼を見向きもせず「岡上菊栄と申します」と答えたのみで、平然と授乳を続けた。視学は校長室へ駆け込んで「学制発布以来の大不祥事である!」と激怒したが、校長は視学の怒りに驚きながらも「岡上先生には何も言えん」との思いで、村人たちや子供たちから信頼されている菊栄を讃えた。この一件で、菊栄の存在は高知県内の上層部の教育者の耳に届くまでになった。
この安芸第二尋常小学校の在任期間は、菊栄の約20年間の教員生活中のわずか1年程度に過ぎないが、菊栄にとっては非常に印象的だったようである。生徒の親たちは、後述する高知博愛園の赴任を知ると、菊栄に学校に留まるよう懇願したが、菊栄が「この生徒たちよりもっと不幸な子供がおり、私はその子供たちに尽くしたい」と説くと、親たちは納得し、「その仕事には先生が適任じゃ。先生のことは生涯忘れません」と菊栄を激励し、菊栄を涙させた。菊栄が安芸を舟で発つ際には、村民一同が見送り、その1人の船に銅貨を投げ入れると、それを合図にした如く、賽銭のように多くの硬貨が船に投げ入れられたと、菊栄が後年に自著で述懐している。村人の1人は後に「岡上先生ばあ、儂らあをやしべんと（馬鹿にせず）つき合うてくれた人間は、誰っちゃあおらざった」と振り返っている。
なお、この安芸のような恵まれない子供たちの受け皿として、高知に私設の育児園が明治30年代頃より存在していたが、子供を養育する団体として正常に機能しているとは言い難い状態であった。岡山県には「孤児たちの父」ともいわれる石井十次による岡山孤児院があり、菊栄は密かに「岡山の孤児院で働きたい」との考えを抱いていた。

### 高知博愛園
1900年（明治41年）、内務省による「第1回感化救済事業講習会」開催を機に、私設の慈善事業を救済して組織化する動きが、日本全国で始まった。その1つとして翌1901年（明治42年）、高知県でも高知慈善協会が成立した。その理事長であった民権家の北村浩（後の高知県会議員）は菊栄の評判を聞き、安芸町第二小学校に菊栄を訪ね、高知博愛園への赴任を依頼した。北村が菊栄を知ったきっかけは、北村の血縁者が視学を務めていたことから、先述の授乳の件が北村の耳に入ったか、または高知県会で高知博愛園の話題が出て、同園にふさわしい人物を捜し求めた末に、菊栄に辿り着いた、などの説がある。
北村は菊栄を訪ねた際、菊栄を園に迎える真意として、女子師範出で訓導となった教員は月俸が高いが、菊栄は自力で准訓導となったために月俸が安く、高知慈善協会も予算が少ないために、金のかからない人物を選んだと語った。菊栄にしてみれば失礼極まりない話だが、菊栄は北村の正直さを気に入って、この話を愉快に笑い、博愛園入りを決意した。高知慈善協会の成立には、菊栄の父の樹庵の主君である土佐山内氏が関連していることも、菊栄の博愛園入りの理由の一つであり、協会の初代会頭は山内豊景、博愛園の園舎は山内藩元家老の邸宅を利用したものであった。
菊栄の博愛園入りの決意を聞いた夫の栄吾は、三女の千代がまだ乳児だったこともあり、自分らの家庭が犠牲になることを恐れ、一度は反対した。しかし菊栄は反対意見を耳にすることで、却って博愛園入りの決意を固くし、場合によっては離縁してでも、とまで考えた。栄吾は菊栄の強い決意を前に、博愛園入りに同意した。
1902年（明治43年）4月1日、高知慈善協会の育児院が高知博愛園（高知市本町）と改称すると共に、菊栄は博愛園の初代園母として赴任した。当時はすでに、35人の子供が収容されていた。一般的に博愛園のような施設は孤児院とよばれるが、親を亡くした孤児よりむしろ、病気、貧困、入監など、親に問題のある子供の方が多かった。

#### 清潔の励行
菊栄は赴任早々、園内の不潔さと、子供たちの不健康さに驚愕した。服はぼろぼろで、肌は垢にまみれ、蕁麻疹のような吹き出物、さらに半数以上はトラコーマに羅漢しており、真っ赤に爛れた目から絶え間なく涙を流していた。明らかに結核とわかる子供もいた。菊栄は、医師であった樹庵譲りで、ある程度の医学の知識を持ち合わせていたため、これらの病状をいち早く見抜いたのである。しかも園内は非常に不潔で、ノミ、シラミ、ダニの巣も同然であった。
菊栄は赴任直後の3日間、食事の時間以外は、休むことなく雑巾がけに励んだ。害虫のはびこる中、広い室内や長い廊下を這いずりつつ、消毒液を使って、障子の桟1本に至るまで磨き上げた。当時、菊栄の他の職員は事務員と賄い婦のみであった。子供たちも次第に手伝い始め、やがて子供たち全員総出での大掃除となった。菊栄のこの清潔の励行は、その後も終生に渡って貫かれた。
子供たちに「清潔」を教えることから始めた菊栄は毎日、毎日、園を掃除し、夜は子供たち全員を順番に入浴させた。浴場が狭いため、10回ほどの入れ替えが必要だった。洗面、歯磨きの習慣も付けさせ、体操も励行した。
最も大変だったのは、衣類の洗濯であった。洗濯機もろくな洗剤もない時代、洗濯は灰汁の汁と洗濯板の手作業であった。何度洗っても洗濯物の山は減ることがなく、洗濯板の波状の段はすぐにつるつると化した。洗い上がった衣類は、年長の子供がリヤカーや天秤棒で鏡川へ運んで、すすぎを行った。子供が寝小便をすれば、布団は鍋で煮沸消毒して庭に干した。朝5時から繕い物を終える深夜1時まで、菊栄の仕事が途切れることはなかった。
菊栄が先頭に立って清潔を励行したことで、やがてトラコーマは一掃された。子供たちが通学していた小学校の教員たちは、日増しに変貌してゆく子供たちの姿に目を見張った。
結核に羅漢した子供は、当時は結核が不治の病気と恐れられていたことから、隔離されて孤独な生活を強いられていた。菊栄はその子供を自分の部屋に連れ込み、石塚左玄の推奨する食事療法を根気よく続けた。子供は9か月で全快し、後に郷里で独立することができた。博愛園近くに結核治療で知られている病院があり、そこの院長が「患者たちを十中八九治療できる」として、菊栄を看護婦長の役職に誘ったほどだった。
また菊栄は、園内の子供たちに一般家庭と同様に、体裁の整って皺ひとつ無い立派な服を着せたいとの一心で、洗濯物に大量に洗濯糊を付けることを好んだ。糊は食事の際に余った飯を用いた。こうして菊栄が洗濯糊で仕上げた服は、確かに皺一つない綺麗な仕上がりであったが、実際のところは糊の付けすぎで服が固くなって動きにくいとの声も多く、菊栄の実子も菊栄の糊好きには閉口していた。

#### 博愛園の子供たち
菊栄は山のような洗濯に加え、日常生活の監督、勉強の監督、夜間には就寝の監督と夜尿児の取り扱いと、24時間体制の養育を行なっていた。それは決して生易しいものではなく、平成期以降には想像もつかないような過酷な労働であった。
子供たちにも、中には様々な事情を抱えた者たちがいた。1919年（大正8年）に、刑務所に服役中の女性が生んだ少年が入園した。菊栄が優しく迎えようとしても少年は怯え、町中では初めて見る電車に驚いて気絶し、菊栄が抱いて寝ようとしても一向に懐かなかった。菊栄は一計を案じ、髪と着物の色を囚人に似せてみせると、少年はようやく菊栄に懐き始めた。少年は5歳で、出所した母に引き取られたものの、犯罪者の子として辛い日々を送り、母に工場で売られた。後に会社員として務めることができ、休日ごとに母を捜し、貧民街で乞食に落ちぶれている母に再会した。母は更生し、息子に連れられて菊栄のもとを訪れた。この母は息子に救われた恩義を涙ながらに語り、菊栄を涙させた。
盗癖の激しい13歳の少年がいた。この少年は園内のみならず、近隣の家からも盗みを働き、園に苦情が相次いでいた。あるときに菊栄は、少年が箪笥から金を盗もうとしている場を見つけ、少年が「本を買いたい」と言い訳すると、菊栄は叱るどころか、箪笥の中のありったけの金を出して、「買いに行こう」と誘った。数日後、少年は「二度と盗みはしません」と詫び、以降は模範児童に一変した。退園後は商店に勤め、模範店員として店主の信頼を集めるようになった。
5歳のときに継母の仕打ちから逃げ出し、山中に潜み、人里から食料を盗みつつ、野生動物たちと共に7年間にわたって生き続けた少女もいた。菊栄はこの少女と共に入浴し、学問や料理などを教え、彼女を抱いて寝た。少女は後に結婚して8人の子宝に恵まれ、菊栄への恩義から、子供たちに「決して高知に足を向けては寝られん」と言っていた。戦中に高知が爆撃に遭った際は、大量の食料を持って半日がかりで菊栄のもとを訪れた。死の床に就いた後には、病床から起き上がって正座し、高知の方角へ一礼して絶命したと伝えられている。彼女の変貌ぶりに驚いた人々が、菊栄に養育法を尋ねると、菊栄は「〈愛なくして何の教育ぞ〉とはまことに輝く真理でございます。愛と理解こそ人間教育の最も優秀な武器でございます」と答えた。
博愛園の子供らが「孤児、孤児、親無しっ子!」といじめられると、相手の家へ出向いて説諭した。「親と離れ離れでも頑張る偉い子供らぞね。人は皆、平等、同じでしょう」が持論であった。
園内にはイチョウの木があり、菊栄は銀杏の身を拾っては、よく「ここの子供たちは、この実と同じ。汚れた皮をとれば、きれいな心が出てくる」と話していた。

#### 菊栄と町の人々
菊栄の慈愛の心にすがって、家族ぐるみで助けを求めてくる人々もいたが、菊栄は迷惑にも感じずに救いの手を差し伸べた。退園生たちの縁者の他に、見ず知らずの人々もいたが、菊栄は区別することなく世話をした。
焼き芋の屋台を買ってもらった女性、行商のための元金を世話してもらった男性もいた。そうして商売に成功した人々が、後に金の返済のために菊栄のもとに訪れても、菊栄はそれを受け取ることはなかった。相談事に訪れた老婆が、風邪を引いていると知るや、わずか2着あるだけの自分の肌襦袢の1着を迷わず着せたこともあった。救いの対象や犬や猫など動物にまでおよび、一時は園が動物病院同然と化したこともあった。
細い体で献身的な活動を続ける菊栄は、いつからか、町の人々から「博愛園のおばあちゃん」の呼び名で親しまれた。園の子供から「先生」と呼ばれると「○○ちゃんは今、私を先生と呼んだように聞こえたけど、私は先生じゃのうておばあちゃん、おばあちゃんですよ。そう呼んでちょうだい」と返していた。買物先の店の帳簿でも「慈善協会のおばあちゃん」の名で通っていた。この呼び名は、菊栄が1922年（大正11年）に生まれた孫から「おばあちゃん」と呼ばれ始めたことがきっかけと伝えられている。
菊栄のために食べ物を残しておき、菊栄が買い出しに行くと、決まって「ほら、持っていきや」と渡してくれる店も多かった。子供たちが下駄の鼻緒をよく切るために、鼻緒の修理を無償で引き受けてくれる下駄屋もあった。牛乳店の新人の店員が、菊栄の付けを集金して店に帰ったところ、店長から「あのおばあちゃんは自分で飲むのではなく、子供たちに栄養を付けさせるために飲ませている殊勝な人だ。そんな人から二度と集金するんじゃない!」とひどく怒られたという話もあった。
1924年（大正13年）2月に夫の栄吾が肺炎で死去し、夫の収入が途絶えた後には、菊栄は高利貸しに通って借金を申し込むようになったが、高利貸しの主人も菊栄が社会のために尽くしていることを知り「返済のことは気にしなくても良い」と言っていた。後の1941年（昭和16年）に三女の千代がこの借金の事情を知り、当時の自分の収入をやりくりして店へ返済に行くと、主人は「返済には及びませんのに」と、同情気味に返済金を受け取った。寄付金を募るために、1922年（大正11年）から主な町角に「同情函」が設置されていたが、寄付は微々たるものであり、皆無の月もあり、盗難もあったため、後に廃止された。
かつて在籍していた高知英和女学校の創立者であるアンニー・ダウドとは、在学当時の交流は無かったが、博愛園に勤めた後は、互いに尊敬し合う仲として、深い交流をもった。菊栄が風邪で寝込んだ際には、ダウドが食事を持って見舞った話もある。またダウドが1901年（明治34年）に女学会（後の清和女子中学校・高等学校）を開いた後には、菊栄は退園生の入会を相談したりもしていた。

#### 窮貧救済・老人介護
高知慈善協会は、その育児事業が安定したことにより、1918年（大正7年）より貧民救助、1920年（大正9年）より老衰貧困者の救護を開始し、窮貧救済事業に着手した。菊栄はこの事業の監督責任も務めた。協会の敷地内には平均して5人、6人の貧民や老衰者が住み、中には精神錯乱や痴呆といった、世話のかかる者もいた。部屋中を散らかしたり、排泄物を壁に塗って汚したりと、周囲を困らせる者もいたが、菊栄は平気な顔で、どんなことにも心を尽くして世話をしていた。先述のように菊栄が多くの人々に頼られたことは、この事業で菊栄の名が高まったことが理由の一つに挙げられている。
1932年（昭和7年）には救護法施行と共に、高知博愛園には養老部が併設された。大正時代から老人たちの世話も手がけていた菊栄にとって、この養老部は朗報であった。養老部には身寄りのない老人たちが収容され、その中には痴呆性の老人や、精神障害者も含まれていた。寝たきりや心を病んだ老人たちも多かったが、菊栄はそうした老人たちの介護にも尽くした。
1942年（昭和17年）、日本が太平洋戦争に突入した後、老人たちのために割く国力が無くなったとの理由で、高知博愛園の養老部は廃止された。この10年間で菊栄が世話をした老人たちの数は、のべ千人以上の数にのぼった。

#### 戦中
貧しいながらも楽しかった高知博愛園の生活は、第二次世界大戦の勃発により一転した。戦時下の食糧事情の影響で、高知博愛園もまた食糧難に喘いだ。菊栄はリヤカーをひいて近隣の農家を回り、売り物にならない野菜をもらって、園の食事を凌いでいた。菊栄の行脚は香美郡、吾川郡にまで及んだ。日用品の購入のためには、菊栄は質屋にも通い、質草が尽きると借金もした。
やがて太平洋戦争の戦火が、高知にも及んだ。終戦間際の1945年（昭和20年）7月、博愛園の子供たちは何人かは疎開していたが、疎開先の決まらない12人の子供が園に残ったままであった。同1945年7月4日、高知は高知大空襲に見舞われた。この当日の午前1時頃、菊栄は12人の子供、博愛園の職員や家族たちと共に、園の庭にある防空壕にいた。アメリカ軍の軍用機であるB-29の編隊が飛来して波状攻撃が始まり、爆音が周囲に響き始めた。壕の子供たちは、泣き叫びこそしなかったものの、恐怖に身を震わせ、青ざめた顔をひきつらせて息をひそめていた。菊栄は将来のある子供たちを、自らの命に代えても守り抜く決意を固め、子供たち皆を抱きしめ「大丈夫、おばあちゃんがついている」「おばあちゃんはここぞね」と、励まし続けた。
間もなく焼夷弾が落ち、博愛園にも火の手が迫った。菊栄は、園を守ることも大事だが、それ以上に子供たちを守り抜くことが大切と考え、子供たちと共に壕を出て近くの神社へ逃げたが、その神社も燃え始めた。菊栄は休憩する暇も無く、耳を裂くような轟音、燃え上がる火の手にも臆せずに、子供たちを誘導しながら避難した。やがて鏡川に着いた菊栄は、子供たちを引き連れて、川を渡った。川の水深は1メートルほどであり、小柄な菊栄は胸まで水に浸り、まして子供たち全員が渡ることも容易ではなかったが、菊栄は川幅に臆することなく、子供たちの手を引いて鏡川を渡りきった。こうして菊栄は、12人の子供たちを1人の犠牲者も、1人の怪我人も出すことなく、守り抜いたのである。後に一同は知人宅に避難して食事を振る舞われたが、菊栄は子供たち皆を守り抜いたことと、人の情愛に触れたことに涙し、食事が喉を通らないほどだった。
空襲後の高知市内は焼け野原と化し、博愛園も完全に焼け落ちていた。菊栄は「家が焼けたらまた建て直したらえい。おばあちゃんはまだ生きちゅうき」と言った。園での生活が不可能になったため、伝手を辿って子供たちを方々へ疎開させた。菊栄もまた高知を去り、退園生の家を頼って疎開生活を送ったが、「子供たちが帰ってきたとき、私の姿が見えないと、どんなに悲しむことか。園に帰りたい」と、終戦を待たずして高知へ帰郷した。

#### 戦後
同1945年（昭和20年）8月15日の終戦から約半年後、菊栄はいずれ博愛園へ戻って来る子供たちのために、復興に取りかかった。手元にあるものは、博愛園の焼け跡から掘り出したわずかの調理器具類、軍から払い下げられた食器類や、枚数の足りない毛布のみであった。子供たちも次第に疎開先から戻ってきて、復興作業を手伝った。
翌1946年（昭和21年）5月2日、博愛園は復興した。建物は、戦前の軍事援護団体の施設であった高知市内の建物を借り受けた。後には高知市東久万の建物を改造して移転し、園を運営した。9月には再び子供の受け入れが始まり、秋頃には7人の子供が暮らしていた。復興後の子供たちの何人かは後に、焼け跡の頃とは異なる楽しい思い出を語っており、菊栄が戦前の生活を必死に取り戻そうとしていた努力が伺われる。

#### 引退
菊栄の長男の義材（よしき）は、戦争から復員した後、母の菊栄に老齢や体力の問題を理由として、引退を勧めた。他の息子や娘たちも賛成した。菊栄自身は、戦後間もない時代での博愛園の運営や、子供の育成などが気がかりで、引退は気が進まなかった。しかし老齢に勝つことはできず、1947年（昭和22年）3月末での退職を決意した。
菊栄は退職後も、後任者への仕事の引き継ぎのために園に留まった。同1947年4月22日、菊栄は子供たちと朝食を共にした後、皆に今までの楽しい生活に対して心からの礼を述べ、子供たちの「おばあちゃん、さようなら」「おばあちゃん、ありがとう」の声に送られ、博愛園を後にした。

### 晩年
同1947年（昭和22年）5月、菊栄は高知市潮江にある長男の義材の家に隠居した。義材は高知県食糧営団専務理事として、戦後の高知の食料流通の責任者を務めており、出張が多く不在がちであったが、義材の妻は優しく、孫たちにも囲まれ、菊栄は穏やかな日々を送った。三女の千代が加わることもあり、久しぶりの家族水入らずの生活であった。それでも依然として博愛園の子供たちのことは気にかけており、子供の下駄の破損を知ると、せっせと直していた。退園後に出征して戦死した者を知ると、鴨居に写真を並べて悲しみに沈んでいた。
同1947年秋より、菊栄は床に臥せることが多くなった。この頃に千代が、自分の進路が決定して楽しそうにしている様子を見て、菊栄は「これから、親が死ぬるというときに、えらい楽しそうじゃが……」と言ったことがあり、菊栄は自分の死期を予感していたとも見られている。
冬に入り、古い知人や友人が頻繁に見舞いに訪れた。特に菊栄の一番弟子である福祉事家の島田久は、当時の勤務先である高知県庁の仕事を終えた後に毎日、菊栄を見舞った。12月には、菊栄は1日の大半を床で過ごす身となった。12月12日、菊栄は島田と長男の義材を呼び寄せ、2人に「枕元で、よさこい節と箸拳をにぎやかにやっとうせ」と注文した。島田らが賑やかに歌って箸拳を闘わすと、菊栄は床に就きながらも上機嫌で、皺だらけの手で音の無い手拍子を打ち、「声がちんまい（小さい）」と叱咤した。
その夜より菊栄は昏睡に陥り、翌日も眠ったままであった。その翌日の1947年12月14日、老衰により満80歳で死去した。命日は奇しくも、日本史上初の子供の人権擁護の法律である児童福祉法公布の2日後であった。生涯において世話をした子供たちの数は346人、のべ人数にすると2千人に昇った。

## 没後
死去から3日後、三女の千代が菊栄の遺体を動かそうとしたところ、手足は重力に引かれるままに、だらりとぶら下がった。かかりつけの医師は「死後硬直が無いのは、体内に黴菌が一つもない証拠、きれいな自然死」と驚いた。同1947年（昭和22年）、北与力町の聖パウロ教会で慈善協会葬が営まれた。牧師の妻は「こんなきれいな顔は初めて見た」と、菊栄の死に顔に見惚れていた。高知慈善協会の理事長である大野武夫は、「人生の勤めの総てを完全に果たし終えた人にのみ許される、安らかな最後であった」と追悼文を書いた。
菊栄は高知市丹中山の墓地に葬られ、墓碑には「おばあちゃんは、孤児橋本愛子をいだいてここに眠る」と刻まれた。橋本愛子とは、戦中に21歳で死去した孤児であり、その最期に菊栄が世話をしており、引き取り手も無かったことから、菊栄は「私が死んだら愛子と一緒に眠らせておくれ」と言っていた。これが菊栄の唯一の遺言である。平成期以降にも親族に加え、かつての孤児たちが人知れず花を供え、線香をくゆらせている。また、この墓所には菊栄や岡上家の者たちの他、四国巡礼中に倒れて死去した他人の3人の墓もある。これは菊栄が埋葬したものであり、これもまた菊栄の博愛の精神の現れである。
戦後、博愛園では菊栄の名乗った「園母」の役職名が廃止され、代って役職名は「園長」となった。博愛園の沿革でも、菊栄の後任者の役職名は「園長」とされている。高知慈善協会では、菊栄の栄誉を永遠に称えるため、「園母」の名称を冠する施設長は菊栄だけとの黙契が定められている。
菊栄の後任の2代目園長は、高知慈善協会の推薦による23歳の女性だが、私的事情のために就任から9か月後の1948年（昭和23年）1月に退職し、1946年（昭和21年）から園に勤務していた武田紀が3代目園長に就任した。武田は後に社会貢献者表彰など多くの賞を受賞するものの、着任当時は菊栄の後任という大役の重さから、1人で泣いている姿も見られたという。
1954年（昭和29年）、死後も菊栄を慕う高知の人々の寄付金をもとに、博愛園の園内に菊栄の記念碑が建立され、碑には菊栄が戦中に子供たちを戦火から守り抜いた際の言葉「おばあちゃんはここぞね」の一文が刻まれた。この「おばあちゃんはここぞね」の一文は、高知市升形の平和資料館「草の家」が、土佐の先人たちの「自由・平和・友愛」についての言葉をあしらったしおりを作製する際に、菊栄のしおりの言葉として採用されており、2003年（平成15年）に高知新聞で菊栄の生涯について連載された際のタイトルにも用いられている
高知博愛園は、後に博愛園と改称した。園舎の老朽化が進んだことから、高知慈善協会より新築が計画され、2003年（平成15年）6月に新たな園舎が完成した。落成式では子供たちが菊栄のことを詞にした歌「ここぞね」を歌い、園舎の完成を祝った。談話コーナーには、菊栄の着物が展示されている。
2008年（平成20年）9月、高知市の劇団「the創」により、菊栄の生涯を描く舞台『花いちりん』が、高知市高須の県立美術館ホールで上演され、観客たちの涙を呼んだ。

## 人物
菊栄が自分の時間をすべて奉仕に捧げて無欲に生きたことについて、高知の季刊誌「歴史と福祉」主宰者である前川浩一は、隠れキリシタンとして徳川幕府の異教禁圧令下を生き抜いた父の樹庵と、乙女から授かった武士道的魂魄、加えて婦喜の蔭日向のない誠実さによって精神が形成され、少女期を伯父の家で絶え間ない労役と粗食で鍛えられたと見ている。菊栄自身も、伯父に労役を強いられていた当時は、伯父をひどく恨んだものの、それが却って発奮の動機となったといい、後年に「現在の私があるのは母の乙女や乳母の婦喜と共に伯父のおかげ」と語っている。
少女時代に高知の南新町で苦学していた頃には、多くの武勇伝が残されている。近所に不良と噂の青年が住んでおり、あるときに青年が「怨みを晴らしてやる、あいつをぶった斬る」と、刀を振り回して暴れ始めた。菊栄は「私を斬ってみい」と青年を挑発して呼び止めた上で、「怨みを晴らすなら祝い酒を飲んでからになされ」と家に誘い込み、彼を酔い潰した。青年は翌朝に菊栄に諭され、以来は真面目に働き始めた。死去の間際には菊栄宛に「あなたのおかげで真人間になれました」「これで安心して死んでゆけます」との手紙を遺していた。他にも、夜道で追い剥ぎに襲われたとき、相手の腕を掴んで捻じ曲げ、股間を蹴り飛ばして追い払った話や、日中に乱暴な男に絡まれた際、持っていた日傘で手を払って投げ飛ばした、などの話もある。
博愛園に園母として勤務していた頃は月給があり、夫の栄吾の存命時は彼の収入もあったが、そうした金はすべて人々のために使い、自分や家族はつつましい生活に努めていた。困っている人がいれば、金でも物でもその場で差し出した。自分の着ている襦袢をその場で脱いで差し出すこともあった。金が無くなれば、父の樹庵から譲られた物を質に売り、坂本龍馬から贈られたとされる短刀すら手放した。「私腹を肥やすため」と誤解されようとも、寄付集めのために奔走しており、集めた金はすべて博愛園のために使い、菊栄のもとには一切、残ることは無かった。「私利私欲がないので、年を追うごとに貧しくなっていった」と語る者もいる。
明治女としての教養と気骨を合わせ持っており、日頃から子供たちに躾に厳しく、「怖い人」でもあった。しかし、園を巣立った子供たちからは、「私がいちばんかわいがってもろうた」と慕われていた。
菊栄の信条を表す言葉として、菊栄が後任の武田紀に言った「口の人になりなよ、心の人になりよ」が挙げられる。「口の人」とは、「外面だけの、綺麗事のみを並べ立てる、役に立たない人」を指すものであり、「心の人」とは「心のままに誠実に生きていく人」を指す。菊栄は武田に「子どもは何事にも敏感に反応します。養育するものが、外面だけの、きれいごとばかりを並べ立てても何の役にも立ちません。心の人、心で生きていく人におなりなさい」と語っていた。
博愛園における菊栄の教育方針の特徴の一つとして、決して子供たちに手を上げることがなかったことが挙げられる。躾と称して体罰が日常茶飯事であった時代に、これは非常に珍しいことであった。また、親から離れて博愛園で暮らす子供は、親元で普通に暮らす子供に対して劣等感を抱き、態度も声も小さくなる傾向があったことから、大きな声を出し、堂々とした態度をとるよう教え、いわゆるコンプレックスを抱かせないように努めていた。これは現代の養育にも通じるものとも考えらている。
また「子供に教育を施すためには、まず自分の勉強が必要」との考えから、常に勉強を欠かすことはなかった。晩年には島崎藤村や芥川龍之介といった現代作家、心理学書や哲学書、さらにはアンドレ・ジッドやオノレ・ド・バルザックといった日本国外の作家の作品を、1日平均5時間で読んでいたと記録されている。
自著『三十余年の懐古』（集文堂『現代農村の傑出人物』収録』）において、菊栄は自身の使命と満足感を、以下のように述べている。

### 家族

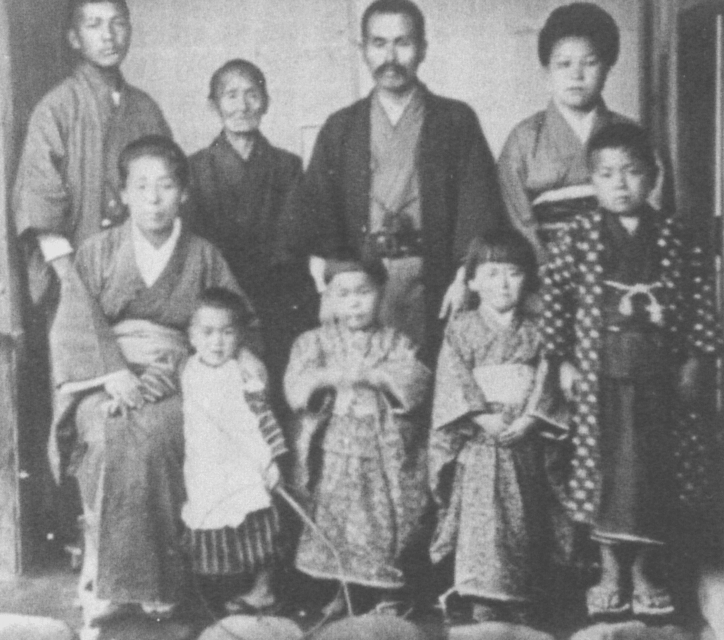
前列左端より菊栄、守材、鶴意、翠（長女）、義材。後列中央左は婦喜、右は栄吾。後列両端は不明。家族一同の揃った写真はこの1枚のみである。

父母の詳細については「岡上樹庵」や「坂本乙女」を参照。
乳母（または母）の公文婦喜は、先述の通り一度は病に倒れたものの、菊栄が教員試験に合格した後に回復し、その後も幾度もの縁談を退けて岡上家に尽くし、1912年（明治45年）1月2日に死去した。菊栄が教員時代に5人の子供をもうけながら仕事を続けることができたことは、婦喜の働きが大きい。
妹の政江は、伯父の家のある山北で18歳のときに結婚した。1894年（明治27年）に第二次開拓移住で北海道へ渡り、愛国婦人会などで活躍し、夫婦共々に周囲からの信望を集めた。夫に先立たれた後、約2週間の休暇をとって北海道に旅行してきた菊栄と35年ぶりに再会した。終戦後は財産を失ったために隣人宅に引き取られて家族同然の生活を送り、1956年（昭和31年）8月27日に86歳で死去した。
菊栄の夫の栄吾は教職の後、菊栄が安芸第二尋常小学校に転任した頃には、教員を辞して郡役所に勤務していた。先述の通り、菊栄が博愛園入りを決意した際には反対したが、博愛園勤務後は協力と応援を惜しまなかった。菊栄が諸々の辛さから「辞めたい」とこぼせば「お前がやらないで誰がやるぞ」と諭した。1924年（大正13年）2月、肺炎のため56歳で死去した。その後は息子や娘たちが、菊栄の仕事を支えた。
菊栄の5人の実子たちは、高知博愛園の子供たちと何ら分け隔てなく育てられた。娘たちが後年に「あの頃は『本当に私たちの母だろうか』と皆で言い合っていた」と振り返るほどであった。
次女の浜田鶴意（はまだ つるい、1901年〈明治34年〉3月4日 - ?）は、1992年（平成4年）に老齢で足腰を痛めて入院した後、高知出身の小説家である大原富枝の著書『山霊への恋文』の影響を受けて、老いと死を受け入れた姿勢を病床で書き綴った。その作品『なんちゃあ考えよりませなあ -入院雑感-』は、翌1993年（平成5年）に第2回大原富枝賞の随筆部門で最優秀賞として表彰を受けた。
次男の岡上守材（おかのうえ もりき、1902年〈明治35年）12月19日 - ?）は、20歳代前半から菊栄の補佐を務めた。第二次大戦の終戦間際の1945年（明治20年）当時は高知慈善協会の事務局長を務めており、高知大空襲の際には菊栄と共に子供たちを守り抜き、園が復興した様を喜んだ。その後は70歳過ぎまで、高知慈善協会の責任のある地位で働いた。
三女の岡上千代（1908年〈明治41年〉4月26日 - 2007年〈平成19年〉）は日本女子大学を卒業後、修道女の道に進んだ。終戦後は、その人格の高潔さと知的な手腕を連合国軍最高司令官総司令部(GHQ)から評価され、高知県福祉推進のプロデューサーとしての役を果たした。1946年（昭和21年）にはGHQの福祉局副課長を務めており、5人の部下をまとめる立場にあった。その後は日本国内外で修道女として活躍し、2003年（平成15年）に高知新聞で菊栄の生涯について連載された際には、重要な証言を多く寄せた。2007年（平成19年）に99歳で死去した。

### 出生に関する異説
先述の通り、菊栄の生母は、岡上樹庵の妻、坂本龍馬の姉である坂本乙女とする説と、樹庵の側女である公文婦喜とする説の、2つの異説がある。
1940年（昭和15年）に土佐高等女学校（後の土佐女子中学校・高等学校）から発行された『土佐名婦伝』では、菊栄自身が「私の母は乙女」「乳母は婦喜」と著している。1941年（昭和16年）の『有栖川宮記念厚生資金選奨録』でも、菊栄自身が「叔父は坂本龍馬」と述べている。また菊栄自身の履歴書（菊栄の没後、長女が所持）や戸籍にも、母は乙女とある。この戸籍に対し、菊栄が母が乙女であることを否定する者からは、市長の名が近年の人物のため、戸籍は改竄されているとの指摘がある。しかし歴史写真家の前田秀徳は、過去の戸籍を縁者がとる際には現役市長の名が入ることは常識とし、また敬虔なキリスト教徒である岡上家に改竄はありえないと述べている。
一方で1911年（明治44年）に婦喜が死去した際、高知の土陽新聞（高知新聞の前身）の死亡広告には、婦喜が岡上家の籍に入っていないにもかかわらず「岡上婦喜」の名で、「菊栄 母」と記された死亡広告、つまり婦喜が菊江の母であるとの広告が掲載された。これに対し、小学6年まで婦喜と共に生活していた菊栄の長女の亀谷翠は、岡上家の出した広告ではなく、婦喜が岡上姓を名乗った事実はなく、死亡広告の内容にある死因も誤りであると述べている。この広告は、元士族である菊栄が、被差別部落の子供たちの世話などの下働きをしたことに対して、岡上家の親戚である坂本家の縁の者がその仕事を恥じて、菊栄が女中の子だとの広告を出し、絶縁を宣言したものとも見られている。
「岡上婦喜」の名を示すものとしては、婦喜の没後に作られた位牌にも「岡上婦喜」の名がある。前田秀徳はこれを、菊栄が行く先の無い婦喜を忍びなく思って、周囲から誤解を受けることも顧みずに、岡上家の一族として後に作ったものとしている。
太平洋戦争中期には、高知の郷土史家である橋詰延寿が、自らの歴史講義において、菊栄が乙女の子であることを否定し、菊栄の母が婦喜だとする説を唱え始めた。体格の大きい乙女に似ず、菊栄が小柄であること、および菊栄の誕生が乙女の離婚後であることなどが、その根拠とされている。
この橋詰の説に対し、ノンフィクション作家の武井優は、現存する乙女の写真を指し、大柄であることは認めつつも「巨婦のイメージは伝わってこない」と橋詰の説を否定している。先述の前川浩一らは、父からの樹庵の遺伝であれば菊栄は小柄で当然と述べている。また乙女の離縁については、前川浩一は、弟の坂本竜馬の脱藩に由来して山内容堂に遠慮したことによる偽装別居であることが菊栄の三女の書簡で解明されているとし、橋詰の説を否定している。坂本竜馬研究家であり、坂本家の縁者でもある土居晴夫は、1968年の著書『坂本家系考』において、乙女の離婚が菊栄誕生と同年の1867年であり、1歳に満たない我が子を置いて家を出ることは不自然との見解を述べている。
また、菊栄は乙女との交流が10数年だったのに対し、婦喜との交流が70年以上であったことも、婦喜が母と世間に信じられた理由の一つと見られている。一方では、菊栄の母が婦喜ならば、菊栄と婦喜の交流がそれだけ長い以上、菊栄は親のいない立場を悲しむはずもなく、孤児としての悲哀を感じた菊栄が博愛園の園母を引き受けたことこそが、母が乙女であることの証拠だとする見方もある。
なお菊栄や子供たちは、「菊栄は乙女の子ではない」との説を耳にしながらも、他ならぬ菊栄自身は、最期まで自分を乙女の子であると信じて疑うことはなく、子供たちも「祖母は乙女」と確信していたという。先述の橋詰の講義の際の聴講生に三女の千代がおり、「母は婦喜」との説に驚いて母の菊栄に問うたものの、菊栄は嫌な顔もせず、朗らかに笑い「生まれた赤ん坊には、誰が母親かわかるもんじゃないぞね」「子供は『この人がお母さん』と言われて育つもの。私も『この人がお母さん』と婦喜に教えられたから、そう思っただけ」「言いたいお人には、言っていただいたらいいわ」と返すのみであった。婦喜の子孫や縁者の者も、「菊栄は乙女の子」と証言している。
先述の土居晴夫は、菊栄が乙女の実子か否かに関らず、菊栄の社会に対する功績には一切関係ないと述べている。前川浩一は、菊栄の母が乙女であることを否定する説は、いずれ語られることが無くなるだろうとも述べている。

## 年譜
- 1867年（慶応3年）9月5日 - 土佐郡上街本町の岡上家に誕生[1][2][注 1]
- 1875年（明治9年） - 伯父の家（樹庵の実家[26]）の食客の身となる[27]
- 1882年（明治15年） - 学業のために伯父の家を出る[32]
- 1887年（明治20年）9月 - 高知英和女学校に入学[34]
- 1889年（明治22年） - 第6回小学教員学力検定試験を受験[40]
- 1890年（明治23年）4月 - 長岡郡五台山尋常小学校に受業生として赴任[41][133]
- 1891年（明治24年）4月 - 長岡大埇尋常小学校に受業生として赴任[133]
- 1892年（明治25年）6月 - 吾川郡伊野尋常小学校付属幼稚園に保母として赴任[133]
- 1893年（明治26年）12月 - 土佐郡下知尋常小学校に専科準教員として赴任、後に専科正教員代用[133]
- 1895年（明治28年）4月 - 香美郡美良布尋常小学校に準教員心得として赴任[133]
- 1895年（明治28年）9月 - 香美郡韮生尋常小学校に準教員心得として赴任[133]
- 1896年（明治29年）4月 - 香美郡美良布尋常小学校に準教員心得として赴任[133]
- 1898年（明治30年）3月 - 土佐郡萩野尋常小学校に準教員心得として赴任、後に専科正教員心得[134]
- 1897年（明治30年）5月 - 香美郡夜須尋常小学校に準訓導・但専科正教員代用として赴任[134]
- 1903年（明治36年）4月 - 香美郡美良布尋常小学校に準訓導として赴任[133]
- 1904年（明治37年）4月 - 香美郡鏡野尋常小学校に準訓導として赴任[133]
- 1908年（明治41年）8月 - 安芸郡安芸第二尋常小学校に準訓導として赴任[42][133]
- 1910年（明治43年）4月1日 - 高知博愛園の初代園母として赴任[51]
- 1945年（昭和20年）7月4日 - 高知大空襲により高知博愛園が焼失[75]
- 1946年（昭和21年）5月2日 - 高知博愛園を復興[81]
- 1947年（昭和22年）4月 - 高知博愛園を退職[82]
- 1947年（昭和22年）12月14日 - 高知県高知市潮江の長男宅で老衰により死去[1][4]

## 表彰歴
- 1925年（大正14年）4月27日 - 高知慈善協会会頭・高原伊三郎より表彰[135]
- 1928年（昭和3年）11月11日 - 高知市長・川島正件より表彰[135]
- 1935年（昭和10年）2月11日 - 三井報恩会理事長・米山梅吉より選奨[135]
- 1935年（昭和10年）10月23日 - 第8回全国社会事業大会会長伯爵・清浦奎吾より功労賞を受ける[135]
- 1935年（昭和10年）12月23日 - 恩恵財団愛育会会長・清浦奎吾より記念品を授与される[135]
- 1936年（昭和11年）11月11日 - 新宿御苑の観菊御会に招待される[135]
- 1940年（昭和15年）2月11日 - 全国養老事業協会会長・窪田静太郎より金一封を贈られる[136]
- 1940年（昭和15年）3月26日 - 高知慈善協会会頭・川田久信より記念品を贈られる[136]
- 1941年（昭和16年）2月11日 - 高知県知事・服部直彰より金一封を贈られる[136]
- 1941年（昭和16年）6月15日 - 高松宮宣仁親王より硯箱を授与される[136]
- 1942年（昭和17年）2月11日 - 恩賜財団慶福会総裁大勲位・閑院宮載仁親王より終身奨励金年額300円を贈られる[136]
- 1947年（昭和22年）12月14日 - 昭和天皇より祭祀料を賜る[136]

## 評価
日本各地で擁護や福祉に携わる人々は、菊栄の活動を以下の通り評価している。
厚生省の児童家庭局家庭福祉課の梶原敦は、菊栄の活動を評して、以下の短歌を詠んでいる。
菊栄が博愛園に勤務していた時代は、身分差別が厳しく、児童福祉法もなかったため、先述の武井優は「本県のみならず近代日本の児童福祉の先駆者」と評価している。
先述の前田秀徳は、「福祉」という言葉も一般化していない時代において、のべ2千人の子供の世話をしたことを、「人間が創った神の領域を遥かに超えた尊い存在」と絶賛している。前川浩一もまた、菊栄の活動を「神の業」とまで表現している。先述の通り、菊栄は博愛園の勤務前に岡山孤児院での勤務を希望しており、その設立者である石井十次を非常に尊敬していたが、武井優は菊栄の持つ子供の養育力を「石井十次を上回る」と評している。
太平洋戦争時の高知大空襲において、1人の犠牲者も出さずに戦後を迎えさせたことについて、武井優は、園母としての功績のみならず、児童福祉に携わる者の無言の強い生き方が見られるとして、「高い評価がなされなければならない」と語っている。
明治以降の土佐の女性たちを語るにあたって、菊栄は必ず指を折らなければならない女性の1人とする声や、身を削るような献身的な姿はマザー・テレサと重なるとの声もある。
平成期以降においても、博愛園の子供たちは自然な明るさと礼儀正しさを兼ね備えていることに驚くとの声があり、この美風を前川浩一は、初代園母である菊栄によって作り出され、後継の園長たちに受け継がれたものとしている。実際、博愛園で菊栄は子供たちに挨拶も徹底させており、「ただいま」と言わないと部屋に入れないといったように、正しい挨拶をしない限り、次の行動を許すことはなかった。
一方で、士農工商、穢多、非人といった身分制度の存在していた時代においては、被差別部落の子供たちの乳房を含ませ、彼らの下着を洗濯していた菊栄の献身が理解されることは少なく、社会的基盤の根底を危うくする異界の行為として弾劾されることも多かった。
なお、ボランティア宣言都市を名乗る地元の高知ですら、菊栄の顕彰の動きは無い。幕末の偉人とされる坂本龍馬の名声に対し、菊栄を知る人は少なく、地元の高知ですら決して多くはない。これには、先述のように菊栄の母が乙女でないとの説から、乙女を母と呼ぶ菊栄が「勝手なことを言っている」と非難の声があることが一因と考えられている。一般に歴史は男系によって語られて継承されることが多いのに対し、岡上家では8代にわたって20歳台まで生きた男子がおらず、家系は女子が養子を迎えて繋がれてきたことなどが、その理由との説もある。日本テレビの番組『知ってるつもり?!』で菊栄が取り上げられた際には、坂本龍馬のファンとして知られる武田鉄矢も、菊栄の存在を「知らなかった」と語っている。